# Сичарота-Калатубо (Палермо)
Сичарота-Калатубо је насеље у Италији у округу Палермо, региону Сицилија.
Према процени из 2011. у насељу је живело 23 становника. Насеље се налази на надморској висини од 61 м.